# Carpenters (album)
Carpenters è il terzo album in studio del duo musicale-canoro statunitense The Carpenters, pubblicato nel 1971.

## Tracce
Side 1
1. Rainy Days and Mondays (Roger Nichols, Paul Williams) – 3:40
2. Saturday (John Bettis, Richard Carpenter) – 1:20
3. Let Me Be the One (Nichols, Williams) – 2:25
4. (A Place To) Hideaway (Randy Sparks) – 3:40
5. For All We Know (Fred Karlin, Arthur James, Robb Wilson) – 2:34

Side 2
1. Superstar (Bonnie Bramlett, Leon Russell) – 3:49
2. Druscilla Penny (Bettis, R. Carpenter) – 2:18
3. One Love (Bettis, R. Carpenter) – 3:23
4. Bacharach/David Medley: – 5:25
  1. Knowing When to Leave
  2. Make It Easy on Yourself
  3. (There's) Always Something There to Remind Me
  4. I'll Never Fall in Love Again
  5. Walk On By
  6. Do You Know the Way to San Jose
5. Sometimes (Henry Mancini, Felice Mancini) – 2:52

## Formazione
- Richard Carpenter - tastiere, voce, orchestrazioni
- Karen Carpenter - batteria, voce

## Premi
- Grammy Awards 1972: "Best Pop Vocal Performance - Duo or Group"

## Classifiche
| Classifica  | Posizione raggiunta |
| ----------- | ------------------- |
| Regno Unito | 12                  |
| Stati Uniti | 2                   |